# Ахмад Фараз
Ахмад Фараз (урду احمد فراز Сайед Ахмед Шах (урду سید احمد شاہ); 12 січня 1931, Кохат, Британська Індія — 25 серпня 2008, Ісламабад) — пакистанський поет урду. Визнаний одним з найкращих поетів урду ХХ століття, працював під псевдонімом Фараз. 

## Біографія
Етнічний пуштун, Ахмад Фараз народився в Кохаті, мав брата Саїда Масуда Каусара. Пізніше сім'я переїхала у Пешавар. Здобув освіту в місцевому коледжі, здобув ступінь магістра урду та перської мови в Університеті Пешавара.
Пізніше він став викладачем в Університеті Пешавара. Під час навчання почав товаришувати з прогресивними поетами Фаїзом Ахмадом Фаїзом і Сардаром Алі Джафри. 

## Кар'єра
Ахмад Фараз працював Головою Національного книжкового фонду, Ісламабад, Пакистан.
Фараз займає унікальне місце одного з найкращих урду поетів сучасності, з тонким, але простим стилем написання. Навіть звичайні люди можуть легко зрозуміти його поезію.
Був заарештований за вірші з критикою військових правителів у Пакистані за правління Зія-уль-Хака. Після цього арешту вирушив у добровільне вигнання. Прожив 6 років у Великій Британії, Канаді і Європі, перш ніж повернутися у Пакистан, де він був спочатку призначений головою Академії словесності, а пізніше — головою Книжкового фонду. Фараз удостоєний численних національних і міжнародних нагород.

## Приклад поезії
[اُس کا  اپنا ہی  کرشمہ ہے، فسوں ہے، یوں ہے]

یوں تو کہنے کو سبھی کہتے ہیں، یوں ہے، یوں ہے
جیسے کوئی درِ دل پر ہو ستادہ کب سے
ایک سایہ نہ دروں ہے، نہ بروں ہے، یوں ہے
تم محبت میں کہاں سود و زیاں لے آئے
عشق کا نام خِرد ہے نہ جنوں ہے، یوں ہے
اب تم آئے ہو میری جان تماشا کرنے
اب تو دریا میں تلاطم نہ سکوں ہے، یوں ہے
تو نے دیکھی ہی نہیں دشتِ وفا کی تصویر
نوکِ ہر خار پے اک قطرۂ خوں ہے، یوں ہے
ناصحا تجھ کو خبر کیا کہ محبت کیا ہے
روز آ جاتا ہے سمجھاتا ہے یوں ہے، یوں ہے
شاعری تازہ زمانوں کی ہے معمار فراز

یہ بھی اک سلسلۂ کن فیکوں ہے، یوں ہے